# Liekosaari (ö i Rautavesi och Liekovesi)
Liekosaari är en ö i Finland. Den ligger i sjön Rautavesi och Liekovesi och i kommunen Sastamala i den ekonomiska regionen  Sydvästra Birkaland och landskapet Birkaland, i den sydvästra delen av landet, 170 km nordväst om huvudstaden Helsingfors. Öns area är 42,3 hektar och dess största längd är 1,2 kilometer i öst-västlig riktning.